# Екшън (филм)
„Екшън“ е български игрален филм (комедия, екшън) от 2019 година на режисьора Радослав Илиев, по сценарий на Тео Чепилов. Оператор е Борислав Пенчев. Музиката е на Георги Стрезов и Симеон Едуард.

## Сюжет
Крис, Дани и Тони са приятели от деца и най-големите фенове на американския екшън актьор Джон Келър, най-известен с филмовата си поредица „Турбо ченгето“.
Години по-късно момчетата са вече пораснали, а звездата на Джон Келър е леко позалязла. Дотолкова, че вече снима незначителни филми в България като например римейк на класиката „Винету“ със сай-фай елементи.
Трите момчета виждат в това знак на съдбата и решават да сбъднат най-старата си мечта: да снимат екшъни. Затова и изтупват праха от свой сценарий, продължение към полицейските филми на Келър.
Остава само да се доберат до него самия, което ги въвлича в безкрайна серия от неочаквани ситуации, пълни с гангстери от три континента и обрати на всяка крачка. 

## Актьорски състав
| В главните роли       | Изпълнител                |
| --------------------- | ------------------------- |
| Дани                  | Милко Йовчев              |
| Тони                  | Пламен Димов              |
| Крис                  | Петър Петров              |
| Крис Келър            | Джонас Толкингтън         |
| Шафир                 | Тери Рандал               |
| Джунджи               | Юта Такенака              |
| Головкин              | Александър Койнов         |
| Танака Сан            | Йонеока Асуза             |
| Мураки                | Дий Юн                    |
| Такев                 | Михаил Милчев             |
| Ротенбърг             | Реймънд Стиърс            |
| Стьопа                | Юлиан Малинов             |
| Боко                  | Цветомир Ангелов – Цуки   |
| Чоко                  | Теодор Папазов            |
| секретарка            | Яна Маринова              |
| Тони, дете            | Мартин Наумов             |
| Крис, дете            | Константин Гергинов       |
| Дани, дете            | Любомир Димитров          |
| гримьорка             | Магдалена Славчева        |
| асистент режисьор     | Лариса Койнова            |
| асистент на терен     | Адриана Стоянова          |
| Милфа                 | Николета М. Банова        |
| блондинката           | София Бобчева             |
| шофьор на такси       | Стоян Стоянов             |
| момиче 1 „Шекспир“    | Ралица Петрова            |
| момиче 2 „Шекспир“    | Теодора Кулева            |
| момиче 3 „Шекспир“    | Марина Колева             |
| момиче 1 на Келър     | Деница Цветкова           |
| момиче 2 на Келър     | Зоя Шопова                |
| мъж на бесилката      | Филип Дончев              |
| сервитьор             | Цветан Иванов             |
| фен на Джет Лий       | Борислав Пенчев           |
| главорез от Антверпен | Любомир Якимов            |
| момиче в кола         | Лора Найденова            |
| ТВ репортер           | Светлана Терзиева – Сесил |
| кастинг асистентка    | Анелия Личева             |
| момиче 1 на Келър     | Деница Цветкова           |
| екшън дублаж (глас)   | Васил Кожухаров           |
| мъж с бутилка бира    | Звездомир Керемидчиев     |